# Stendal
Stendal és una ciutat alemanya a Prússia, província de Saxònia, presidència de Magdeburg, situada a les vores del riu Uchte, a 33 s. n. m. punt d'unió de les línies fèrries Wustermarck-Hannover-Hamm, Halle-Wittenberg-Stendal-Uelzen i altres.

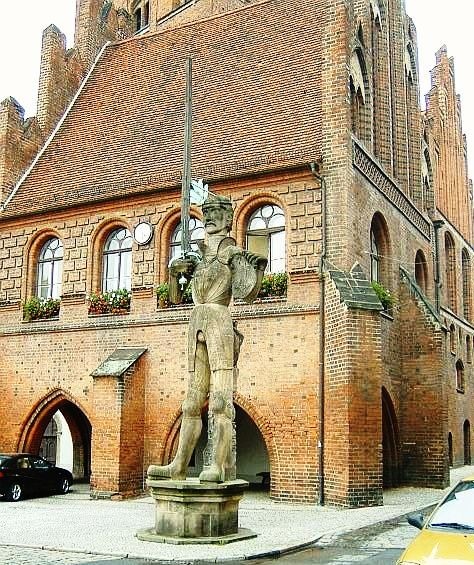
Estàtua de Rotllà

Stendal és l'antiga capital de l'Altmark, amb una església catòlica, cinc evangèliques (entre elles la catedral, d'estil gòtic, amb dues torres de moderna construcció), Sinagoga, dues antigues portes interessants des del punt de vista arqueològic, bells jardins i avingudes en el solar que ocupaven antigues fortificacions, una columna amb l'estàtua de Rotllà o (Rotllan o Rotlan), sengles monuments a l'arqueòleg Winckelmann, fill de la població, i a l'explorador d'Àfrica, Nachtigal, fill de la veïna població d'Eichstedt.
L'any 1925 tenia 29.927 habitants, en la seva gran majoria protestants. Les seves indústries principals són, la filatura de llana i fabricació de draps, construcció de forns, maquinària, mobles de ferro, manufactures de fècula de patates, galons d'or i cervesa. A més hi ha grans tallers ferroviaris.
Stendal posseeix Gimnàs, Institut educatiu per a infants abandonats, dos Museus (el d'Altmark i el Bismarck com arxiu) i Tribunal provincial. Al seu districte judicial (Landgerichtsbezirk) pertanyen els quinze cantons d'Arendsee, Beetzendorf, Bismarck, Gardelegen, Jerichow, Kalbe a. M., Klötze, Oebisfelde, Osterburg, Salwedel, Sandau, Sehehausen, A., Stendal, Tangermünde i Weferlingen.

## Història

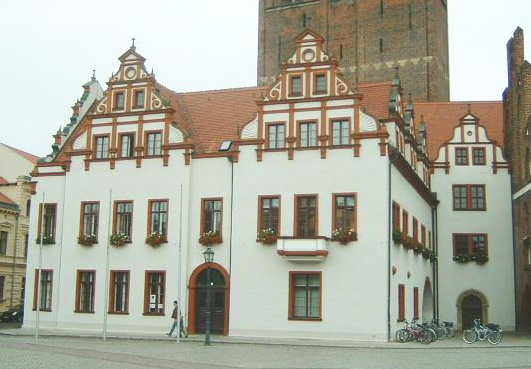
Ajuntament de Stendal

Fundada per Albert I de Brandenburg anomenat l'Ós, rebé el dret magdeburgués i aconseguí gran nombre de privilegis; però des de 1196, junt amb tota la Marca del Nord (Nordmark), restà sota la sobirania feudal de l'arquebisbe de Magdeburg. Arrel de repartiment de la Marca entre els germans Joan I i Otó III, Stendal fou (1258-1309) la seu de l'antiga línia de la Casa d'Ascània, que s'extingí el 1320 en la persona d'Enric de Landsberg. En aquella època coincidí l'apogeu de Stendal, que arribà a ser una de les ciutats més importants del nord d'Alemanya, amb una gran pujança comercial que la feu formar part de la Hansa i, en el segle xv, la situà al front de la Lliga de ciutats d'Altmark. La Reforma Protestant s'introduí el 1530, i encara que sota el govern de Joaquim I fou objecte de repressió, acabà per prevaldre en el de Joaquim II.

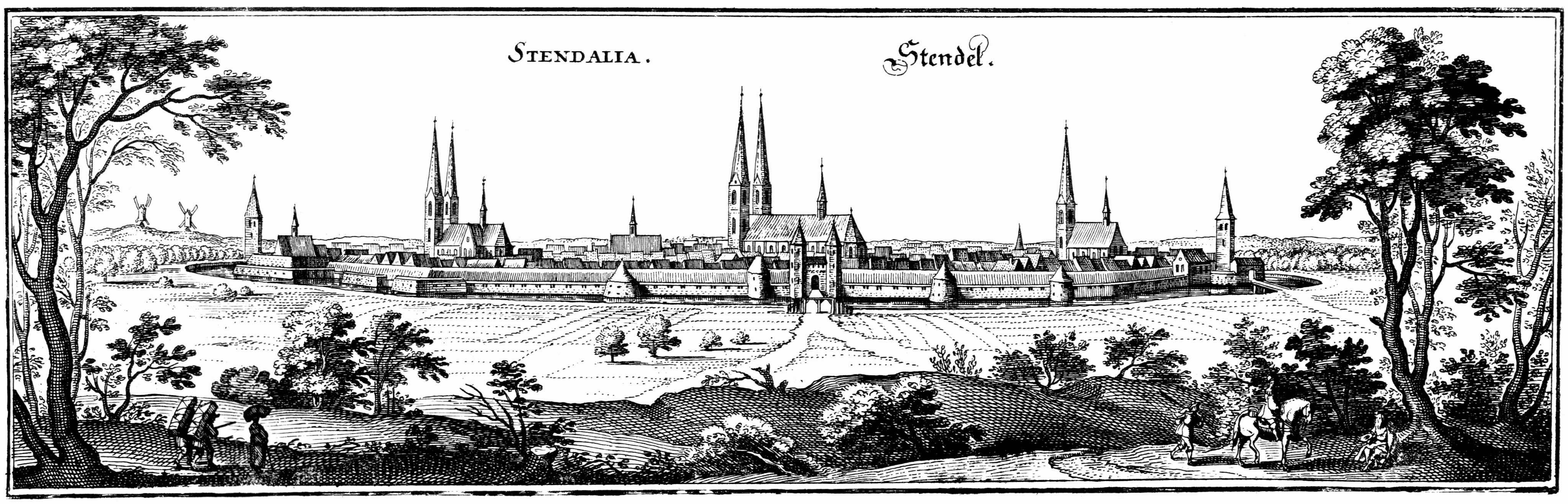
Stendal al segle XVII

## Fills il·lustres
- Johann Joachim Winckelmann, (1717-1768) arqueòleg.
- Emil Söchting (1858-1937) compositor i musicòleg.